# Pendentif (bijou)
Pour les articles homonymes, voir Pendentif.
 (mai 2023).
Si vous disposez d'ouvrages ou d'articles de référence ou si vous connaissez des sites web de qualité traitant du thème abordé ici, merci de compléter l'article en donnant les références utiles à sa vérifiabilité et en les liant à la section « Notes et références ».

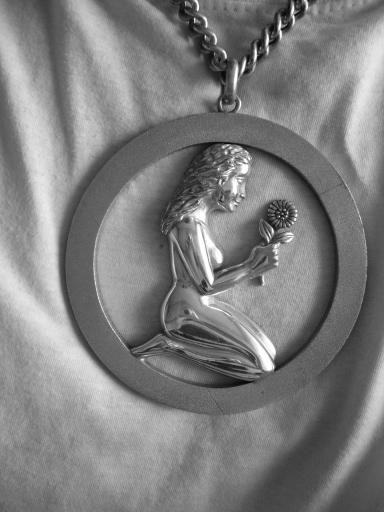
Pendentif

Un pendentif est un article de joaillerie qui se porte autour du cou ou au poignet. Ce bijou peut prendre de nombreuses formes et être constitué de matériaux comme les métaux précieux, les pierres précieuses ou semi-précieuses, mais aussi de matériaux plus communs tels que le plastique ou le bois. Les seules obligations auxquelles doit se soumettre le joaillier sont la nécessité d'un trou ou d'un anneau afin de pouvoir pendre l'objet à une chaîne, et une masse raisonnable afin que l'objet puisse être porté. Comme de nombreux bijoux, la fabrication de pendentifs de fantaisie se prête bien à la philosophie DIY[pertinence contestée].
Ce bijou est à différencier des pendants d'oreille. 

## Rôle des pendentifs
Les pendentifs peuvent avoir diverses utilités au-delà de la fonction strictement ornementale.
- Le rôle esthétique est aujourd'hui l'une des principales motivations du port de pendentifs.
- Le rôle identitaire est également une des raisons fréquentes du port de pendentifs. Ceux-ci peuvent être d'origine religieuse (croix, étoile, talisman), mais aussi à connotation sexuelle ou en signe de soutien à certaines mouvances, comme les tendances punk.
- Pour certaines populations, les pendentifs peuvent avoir un rôle d'amulette.
- L'affirmation de soi peut être une raison pour laquelle on porte un pendentif. En effet, de nombreuses bijouteries proposent aujourd'hui des pendentifs personnalisables, sur lesquels on peut par exemple faire graver des initiales. Les pendentifs ont alors un rôle assez proche de celui des gourmettes.
- Un pendentif peut symboliser un prix ou une récompense. C'est le cas notamment du pendentif de l'Ordre de Cuchulainn[Quoi ?], ou de ceux que reçoivent certains chefs scouts Irlandais[réf. souhaitée].

## Types de pendentifs
Il existe de nombreux pendentifs, si bien qu'il est difficile de les classer dans des catégories strictes. En effet, la forme et l'usage d'un tel bijou sont choisis au gré de la créativité du joaillier et donc susceptibles de prendre des formes très diverses. Il existe néanmoins quelques pendentifs spécialisés. 
- Le médaillon est un pendentif qui peut s'ouvrir, pour révéler une image d'un être aimé par exemple.
- Certains pendilia (en) détournés de leur utilisation première peuvent être portés comme pendentifs.
- Les pendentifs de fantaisie présentent parfois une cage à perle.